# هلکتس (فیلم)
هلکتس (انگلیسی: Hellcats؛ کره‌ای: 뜨거운 것이 좋아) فیلم کمدی رمانتیک محصول کره جنوبی سال ۲۰۰۸ است. داستان فیلم دربارهٔ خانواده‌ای گسترده از سه زن متعلق به نسل‌های مختلف است: یونگ می (لی می سوک)، طراح داخلی چهل‌ساله؛ آه می (کیم مین هی)، فیلم‌نامه‌نویس ۲۷ ساله؛ و کانگ ئه (آن سو هی)، دانش‌آموز دبیرستانی؛ که هرکدام با چالش‌هایی در رابطه با عشق و مسائل جنسی مواجه‌اند.

## بازیگران
- لی می سوک در نقش کیم یونگ می
- کیم مین هی در نقش کیم آه می
- آن سو هی در نقش کیم کانگ ئه
- کیم سونگ سو در نقش اوه سونگ وون
- کیم هونگ سو در نقش نا وون سوک
- یون هی سوک در نقش چوی کیونگ سو
- کانگ هه این در نقش یو می ران
- کیم بوم در نقش لی هو جه
- جانگ هانگ جون در نقش مدیر آن
- پارک کوانگ جون
- جونگ این گی در نقش صاحب کافه
- اوه یکن آه در نقش زن در ورک‌شاپ نا وون سوک
- لی میونگ هِنگ
- کیم گیونگ هیونگ در نقش مشتری
- مون سه یون در نقش آرایشگر موی آه می
- کیم جون سونگ در نقش آرایشگر ناخن یونگ می
- لی اون سونگ در نقش کارمند بخش لوازم آرایشی کانگ ئه